# Phil Marsh
Philip Marsh (sinh ngày 15 tháng 11 năm 1986) là một cầu thủ bóng đá chuyên nghiệp người Anh thi đấu ở vị trí tiền đạo cho câu lạc bộ Pilkington.